# Kenta Kobayashi
Ne doit pas être confondu avec Kenta Kobashi.
Kenta Kobayashi (小林健太, Kobayashi Kenta) (né le 12 mars 1981 à Sōka, Saitama, Japon), plus connu sous son nom de ring Kenta, est un catcheur japonais.
Il est principalement connu pour son travail au Japon à la Pro Wrestling NOAH entre 2000 et 2014 d'abord dans la catégorie des poids-lourds junior où il devient triple champion par équipe poids-lourds junior Global Honor Crown (GHC) avec Naomichi Marufuji, Taiji Ishimori et Yoshinobu Kanemaru ainsi que triple champion poids-lourds junior GHC. Il change de catégorie pour être poids-lourds en 2011 et y remporte le championnat par équipe GHC avec Maybach Taniguchi ainsi que le championnat poids-lourds GHC. Durant cette période, il apparaît ponctuellement à la Ring of Honor.
Il travaille actuellement à la New Japan Pro-Wrestling où il est membre du Bullet Club et ancien détenteur du NEVER Openweight Championship et IWGP United States Heavyweight Championship

## Carrière

### Pro Wrestling NOAH (2000-2014)

#### Débuts (2000-2002)
Il fait ses débuts dans le catch professionnel le 24 mai 2000 face à Naomichi Marufuji, à l'All Japan Pro Wrestling (AJPW) catchant dans la division des poids-lourds junior.
Il rejoint ensuite Mitsuharu Misawa, qui décide de créer sa propre fédération après avoir quitté l'AJPW pour fonder la Pro Wrestling Noah et Kenta participe à Departure, le spectacle inaugural, le 6 août 2000 en perdant contre Satoru Asako.
Le 9 juin 2001, il est éliminé au premier tour par Path Finder du tournoi pour désigner le premier champion poids-lourds junior Global Honored Crown (GHC). Il décide par la suite de changer de nom de ring pour celui de KENTA afin de ne pas être confondu avec Kenta Kobashi, un de ses mentors.
KENTA s'allie avec Naomichi Marufuji pour le tournoi désignant les premiers champions par équipe poids-lourds junior GHC en juillet 2003. Ils éliminent Mitsuo Momota et Tsuyoshi Kikuchi puis Tatsuhito Takaiwa et Yoshihito Sasaki avant de remporter le titre le 16 juillet après leur victoire sur Jushin Thunder Liger et Takehiro Murahama le 16 juillet,. Ils défendent leur titre avec succès le 12 septembre face à  Makoto Hashi et Yoshinobu Kanemaru.
Le 8 octobre 2012, lui et Maybach Taniguchi battent Samoa Joe et Magnus et remportent les GHC Tag Team Championship. Le 26 octobre, ils perdent les titres contre Akitoshi Saito et Gō Shiozaki.

#### GHC Heavyweight Champion (2013-2014)
Lors de Great Voyage 2013 In Osaka, il bat Takeshi Morishima et remporte le GHC Heavyweight Championship. Lors de Great Voyage 2013 In Yokohama, il conserve son titre contre Maybach Taniguchi. Le 11 mai, il prend part au match de la retraite de son entraîneur Kenta Kobashi, où lui, Gō Shiozaki, Maybach Taniguchi et Yoshinobu Kanemaru perdent contre Kenta Kobashi, Jun Akiyama, Keiji Mutō et Kensuke Sasaki. Le lendemain, il conserve son titre contre Takashi Sugiura. Le 2 juin, il conserve son titre contre Toru Yano. Le 7 juillet, il conserve son titre contre Naomichi Marufuji. Le 5 janvier 2014, Il perd le titre contre Takeshi Morishima.

#### Retour (2018)
Le 1er septembre 2018, il fait un retour d'un soir en perdant contre Naomichi Marufuji.
Lors de The New Year 2022, il fait son retour à la Pro Wrestling Noah en faisant équipe avec ces coéquipiers de Sugiura-gun, Kazushi Sakuraba et Takashi Sugiura pour battre Daiki Inaba, Masa Kitamiya et Yoshiki Inamura.

### Ring of Honor (2005-2009)
KENTA fait ses débuts à la ROH en 2005 et s'y fait vite un nom, il ne remporte pas de titre à la ROH mais acquiert un nom aux US en plus de sa réputation au Japon, c'est un des chouchoux du public de la ROH et il est aujourd'hui un catcheur qui fait des matchs occasionnellement dans cette fédération, notamment dans les PPV, comme à ROH Supercard of Honor IV où il défendit son titre GHC Jr Heavyweight contre Davey Richards,.

### World Wrestling Entertainment (2014-2019)
Il signe à la World Wrestling Entertainement le 12 juillet 2014 lors d'un show au Japon, à l'arène de Tokyo, en compagnie de Jimmy Hart et de Hulk Hogan.[réf. nécessaire]
Il rejoint ensuite le centre de développement de la fédération avant d'intégrer le roster de WWE NXT.

#### NXT (2014-2017)

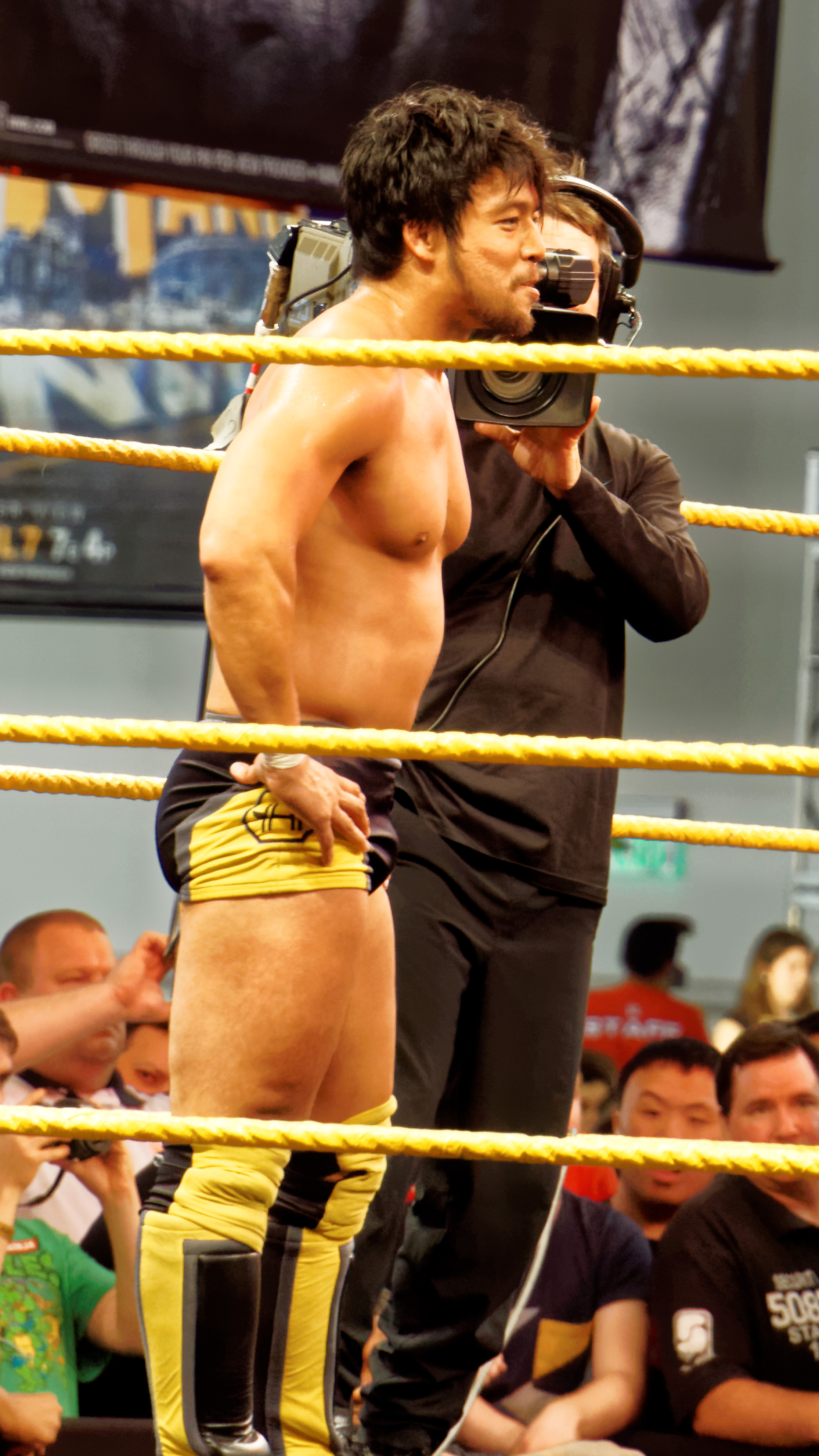
Itami à WrestleMania Axxess en Mars 2015

Il dispute son premier combat à NXT le 18 septembre 2014 sous le nom d'Hideo Itami en battant Justin Gabriel. Lors de NXT Takeover: R Evolution, il gagne avec Finn Balor contre The Ascension. Lors de NXT Takeover: Rival, il bat Tyler Breeze.
Lors de WrestleMania 31, il participe à la Andre The Giant Memorial Battle Royal, remportée par le Big Show.
Il devait affronter Finn Bálor et Tyler Breeze lors de NXT Takeover: Unstoppable pour déterminer le challenger n°1 au NXT Championship, mais est attaqué sur le parking avant le show et est retiré du match. Cet angle vise à le retirer des shows télévisés car il a en réalité subi une blessure à l'épaule. Fin mai 2015, il est opéré de l'épaule. Lors de l'épisode de NXT du 24 juin 2015, il fait une apparition pour évoquer sa blessure. Il explique notamment qu'il sera hors d'action pour 3 à 4 mois, et challenge le prochain NXT Champion à un match. Il passe finalement plus d'un an éloigné des rings.
Il fait son retour à NXT le 3 août 2016 en battant Sean Meluta.
Le 19 avril à NXT, il fait son retour en affrontant le Champion de la NXT Bobby Roode à qui il porte son GTS. Lors de NXT TakeOver: Chicago, il perd contre Bobby Roode et ne remporte pas le NXT Championship. Lors de NXT TakeOver: Brooklyn III, il perd contre Aleister Black.

#### 205 Live et Départ (2017-2019)

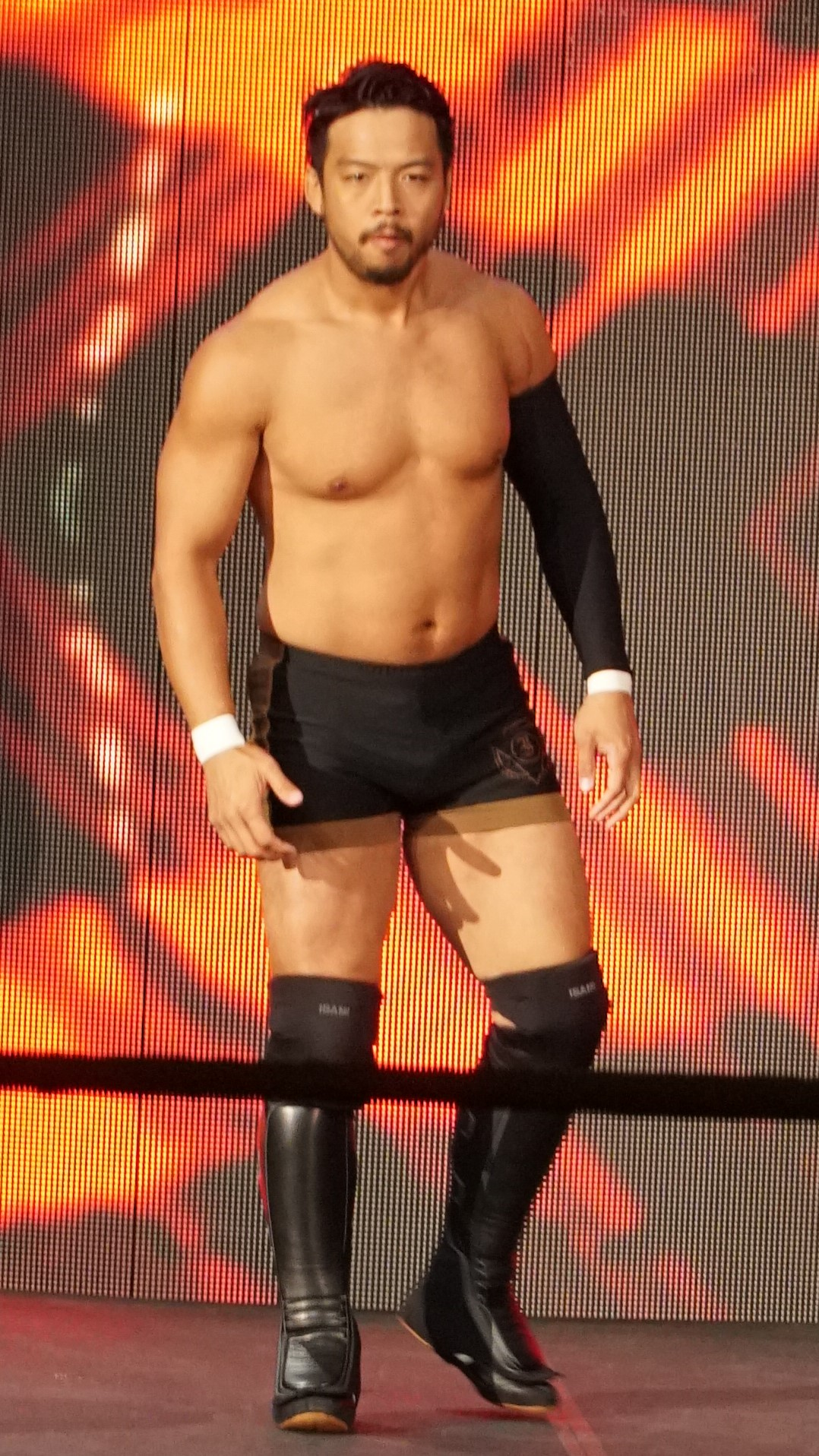
Itami en Avril 2018

Il fait ses débuts à Raw le 18 décembre en faisant équipe avec Finn Balor pour battre le Miztourage. Le 6 février à 205 Live, il ne passe pas le premier tour du Cruiserweight Tournament en perdant contre Roderick Strong.
Le 6 avril lors de Wrestlemania Axxess, il passe le premier tour du NXT North American Invitational en battant Wolfgang (en).
Lors de l'édition 2019 de Royal Rumble, il perd contre Buddy Murphy dans un match à quatre qui comprend également Kalisto et Akira Tozawa et ne remporte pas le championnat poids lourd-légers.
Le 29 janvier, il est annoncé qu'il a demandé à être libéré de son contrat avec la WWE et que sa demande est accordée.

### New Japan Pro-Wrestling (2019-...)

#### Bullet Club (2019-...)

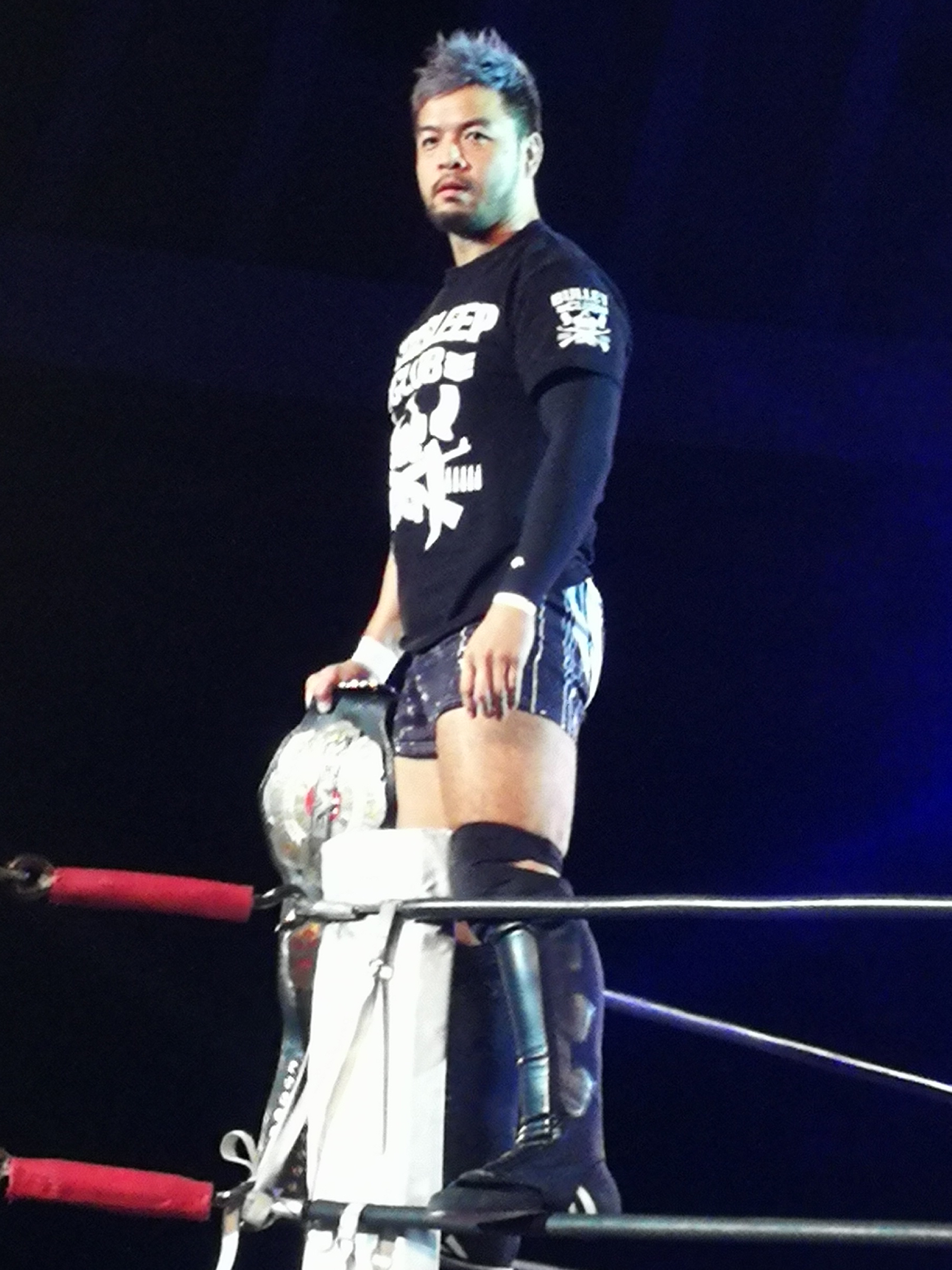
Kenta avec le NEVER Openweight Championship en décembre 2019

Il retourne au Japon où il signe un contrat avec la NJPW. Il apparaît pendant l’événement NJPW Dominion 2019 et annonce sa participation au G1 Climax 2019.
Le 12 août, lui et Chaos (Tomohiro Ishii et Yoshi-Hashi) perdent contre Bullet Club (Bad Luck Fale, Tama Tonga et Tanga Loa) après qu'il s'est retourné contre ses partenaires, rejoignant par la même occasion le Bullet Club. Lors de Royal Quest, il bat Tomohiro Ishii et remporte le NEVER Openweight Championship.
Le 4 janvier lors de Wrestle Kingdom 14 - Tag 2, il perd son titre contre Hirooki Goto et plus tard dans la soirée, il attaque Tetsuya Naitō et le défie pour le IWGP Heavyweight Championship et le IWGP Intercontinental Championship, et s’assoit sur lui par la suite. Le 9 février lors de New Beginning in Osaka, il perd contre Tetsuya Naitō et ne remporte pas les titres de ce dernier.
En août 2020, il participe à la New Japan Cup USA qu'il remporte en battant respectivement Karl Fredericks dans le premier tour, Jeff Cobb en demi-finale et David Finlay en finale et remporte par la méme occassion un match de championnat pour le IWGP United States Heavyweight Championship,. Le 4 janvier 2021 lors de Wrestle Kingdom 15, il conserve son certificat lui permettant d'affronter le champion des États-Unis IWGP en battant Satoshi Kojima.
Lors de Power Struggle 2021, il bat Hiroshi Tanahashi et remporte le IWGP United States Heavyweight Championship.
Lors de Battle In The Valley 2023, il bat Fred Rosser et remporte le Strong Openweight Championship.

### All Elite Wrestling (2021)
Il a fait une apparition surprise à la All Elite Wrestling lors de Beach Break le 3 février 2021 en attaquant Jon Moxley. La semaine suivante à Dynamite, Kenny Omega et lui battent Moxley et Lance Archer dans un Falls Count Anywhere match.

### Impact Wrestling (2023-...)
Le 24 février 2023, lors de No Surrender, il fait ses débuts en gagnant avec Ace Austin et Chris Bey contre Time Machine (Alex Shelley, Chris Sabin et Kushida).

### Retour à la Pro Wrestling Noah (2014-2019)
Le 3 mai 2025, il perd contre Ozawa et ne remporte pas le GHC Heavyweight Championship.

## Palmarès
- Alianza Latinoamericana de Lucha Libre
  - Torneo Latino Americano de Lucha Libre (2013)

- New Japan Pro-Wrestling
  - 2 fois Strong Openweight Championship
  - 1 fois NEVER Openweight Championship
  - 2 fois IWGP Tag Team Championship avec Chase Owens
  - 1 fois IWGP United States Heavyweight Championship
  - New Japan Cup USA (2020)

- Pro Wrestling NOAH
  - 1 fois GHC Heavyweight Championship
  - 3 fois GHC Junior Heavyweight Championship
  - 3 fois GHC Junior Heavyweight Tag Team Championship avec Naomichi Marufuji (1), Taiji Ishimori (1) et Yoshinobu Kanemaru (1)
  - 1 fois GHC Tag Team Championship avec Maybach Taniguchi
  - One Day Six Man Tag Team Tournament (2002) avec Kenta Kobashi et Kentaro Shiga
  - Differ Cup (2005)
  - Global League (2012)
  - Nippon TV Cup Junior Heavyweight Tag League (2007, 2008, 2010) avec Taiji Ishimori (2007, 2008) et Atsushi Aoki (2010)
  - 2 Days Tag Tournament (2011) avec Yoshihiro Takayama
  - Global Tag League (2013) avec Yoshihiro Takayama
  - Matsumoto Day Clinic Cup Contention Heavyweight Battle Royal (2013)
  - Global Tag League Fighting Spirit Award (2014) avec Yoshihiro Takayama

- Tokyo Sports Grand Prix
  - Best Bout 2006 vs. Naomichi Marufuji, 29 octobre 2006

- Wrestling Observer Newsletter Awards
  - Best Wrestling Maneuver (2006, 2007) - Go 2 Sleep
  - Tag Team of the Year (2003, 2004) avec Naomichi Marufuji

## Jeux vidéo
- WWE 2K16[49]
- WWE 2K17[50]
- WWE 2K18
- WWE 2K19

## Récompenses des magazines
- Pro Wrestling Illustrated

| Année | 2005 | 2006 | 2007 | 2008 | 2009 | 2010 | 2011 | 2012 | 2013 | 2014 | 2015 | 2016       | 2017 | 2018 | 2019       | 2020 | 2021 | 2022 | 2023 | 2024 |
| ----- | ---- | ---- | ---- | ---- | ---- | ---- | ---- | ---- | ---- | ---- | ---- | ---------- | ---- | ---- | ---------- | ---- | ---- | ---- | ---- | ---- |
| Rang  | 65   | 36   | 45   | 97   | 74   | 132  | 173  | 174  | 22   | 32   | 38   | Non classé | 156  | 133  | Non classé | 58   | 199  | 136  | 40   | 155  |